# Tracy-le-Mont
Tracy-le-Mont est une commune française située dans le département de l'Oise, en région Hauts-de-France.

## Géographie

### Localisation
Le bourg est situé à 15 km au nord-est de Compiègne et à 26 km au nord-ouest de Soissons. Il est aisément accessible depuis la RN 31.
La forêt de Laigue occupe une part importante du territoire communal.

### Communes limitrophes
Les communes limitrophes sont  Attichy, Bailly, Moulin-sous-Touvent, Saint-Crépin-aux-Bois, Saint-Léger-aux-Bois et Tracy-le-Val.
| Saint-Léger-aux-Bois Bailly | Tracy-le-val          |                     |
| Le Plessis-Brion            | Tracy-le-Mont         | Moulin-sous-Touvent |
| Choisy-au-Bac Rethondes     | Saint-Crépin-aux-Bois | Attichy             |

### Hydrographie

#### Réseau hydrographique
La commune est située dans le bassin Seine-Normandie. Elle est drainée par le ru des Hayettes, le ru du Daniel, le fossé 04 de la commune de Tracy-le-Mont, le fossé Cadot, le ru à Galets, le ru Dange, le ru de la Fontaine des Charmes, le ru de la Plaine des Marechal, le ru de Saint-Leger, le ru des Plainards, le ru des Ponteaux, le ru Tortueux et un autre petit cours d'eau,.

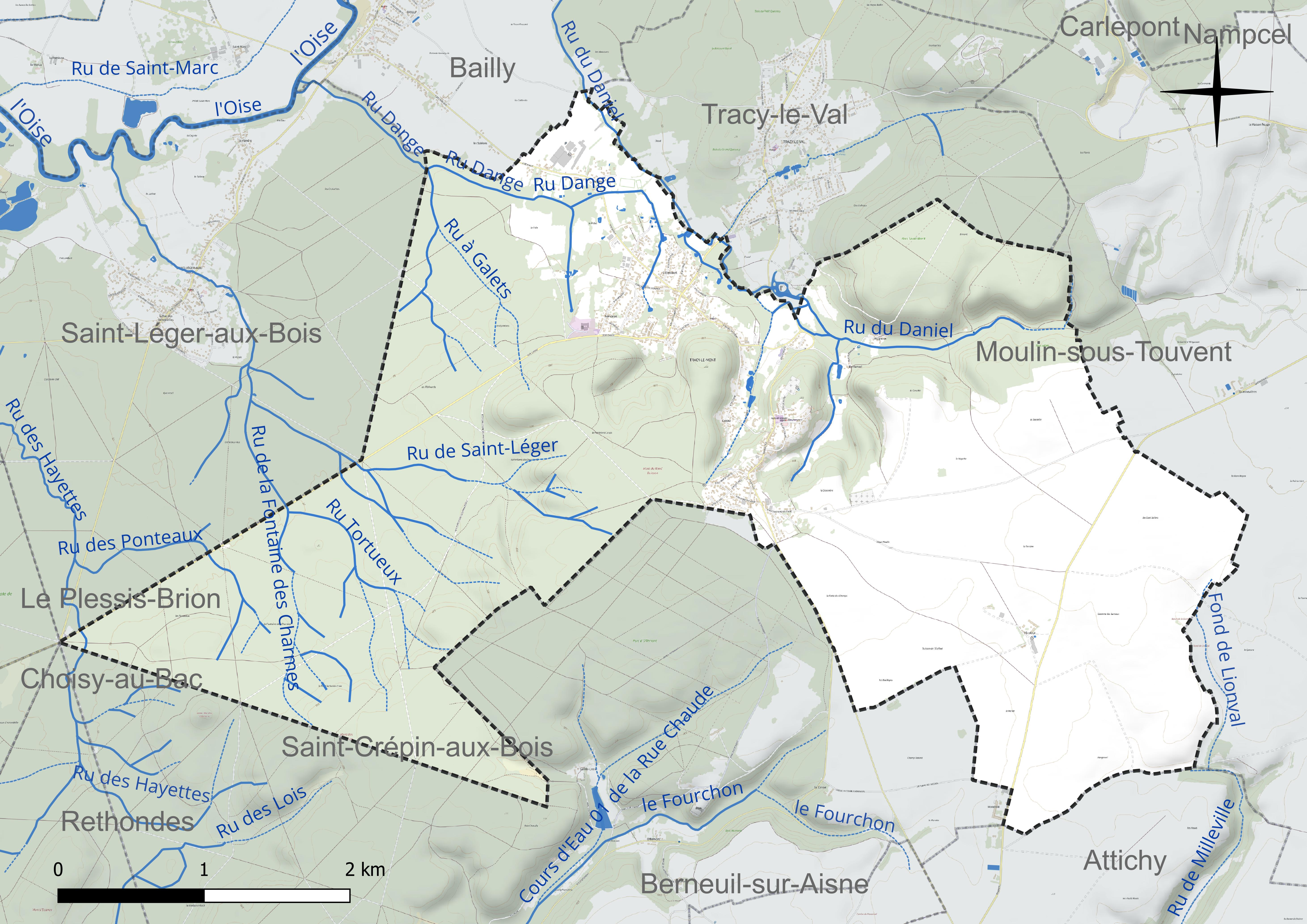
Réseau hydrographique de Tracy-le-Mont.

#### Gestion et qualité des eaux
Le territoire communal est couvert par le schéma d'aménagement et de gestion des eaux (SAGE) « Sensée ». Ce document de planification concerne un territoire de 1 013 km2 de superficie, délimité par le bassin versant de l'Oise moyenne. Le périmètre a été arrêté le 24 avril 2017 et le SAGE est, en 2024, encore en élaboration. La structure porteuse de l'élaboration et de la mise en œuvre est le syndicat mixte du SAGE Oise-Moyenne (SMOM).
La qualité des cours d'eau peut être consultée sur un site dédié géré par les agences de l'eau et l'Agence française pour la biodiversité.

### Climat
Pour des articles plus généraux, voir Climat des Hauts-de-France et Climat de l'Oise.
En 2010, le climat de la commune est de type climat océanique dégradé des plaines du Centre et du Nord, selon une étude du CNRS s'appuyant sur une série de données couvrant la période 1971-2000. En 2020, Météo-France publie une typologie des climats de la France métropolitaine dans laquelle la commune est dans une zone de transition entre le climat océanique et le climat océanique altéré et est dans la région climatique Nord-est du bassin Parisien, caractérisée par un ensoleillement médiocre, une pluviométrie moyenne régulièrement répartie au cours de l'année et un hiver froid (3 °C).
Pour la période 1971-2000, la température annuelle moyenne est de 10,6 °C, avec une amplitude thermique annuelle de 15,1 °C. Le cumul annuel moyen de précipitations est de 741 mm, avec 11,2 jours de précipitations en janvier et 9 jours en juillet. Pour la période 1991-2020, la température moyenne annuelle observée sur la station météorologique la plus proche, située sur la commune de Margny-lès-Compiègne à 14 km à vol d'oiseau, est de 11,2 °C et le cumul annuel moyen de précipitations est de 633,5 mm,. Pour l'avenir, les paramètres climatiques de la commune estimés pour 2050 selon différents scénarios d'émission de gaz à effet de serre sont consultables sur un site dédié publié par Météo-France en novembre 2022.

## Urbanisme

### Typologie
Au 1er janvier 2024, Tracy-le-Mont est catégorisée bourg rural, selon la nouvelle grille communale de densité à sept niveaux définie par l'Insee en 2022.
Elle appartient à l'unité urbaine de Tracy-le-Mont, une agglomération intra-départementale regroupant deux  communes, dont elle est ville-centre,,. Par ailleurs la commune fait partie de l'aire d'attraction de Compiègne, dont elle est une commune de la couronne,. Cette aire, qui regroupe 101 communes, est catégorisée dans les aires de 50 000 à moins de 200 000 habitants,.

### Occupation des sols

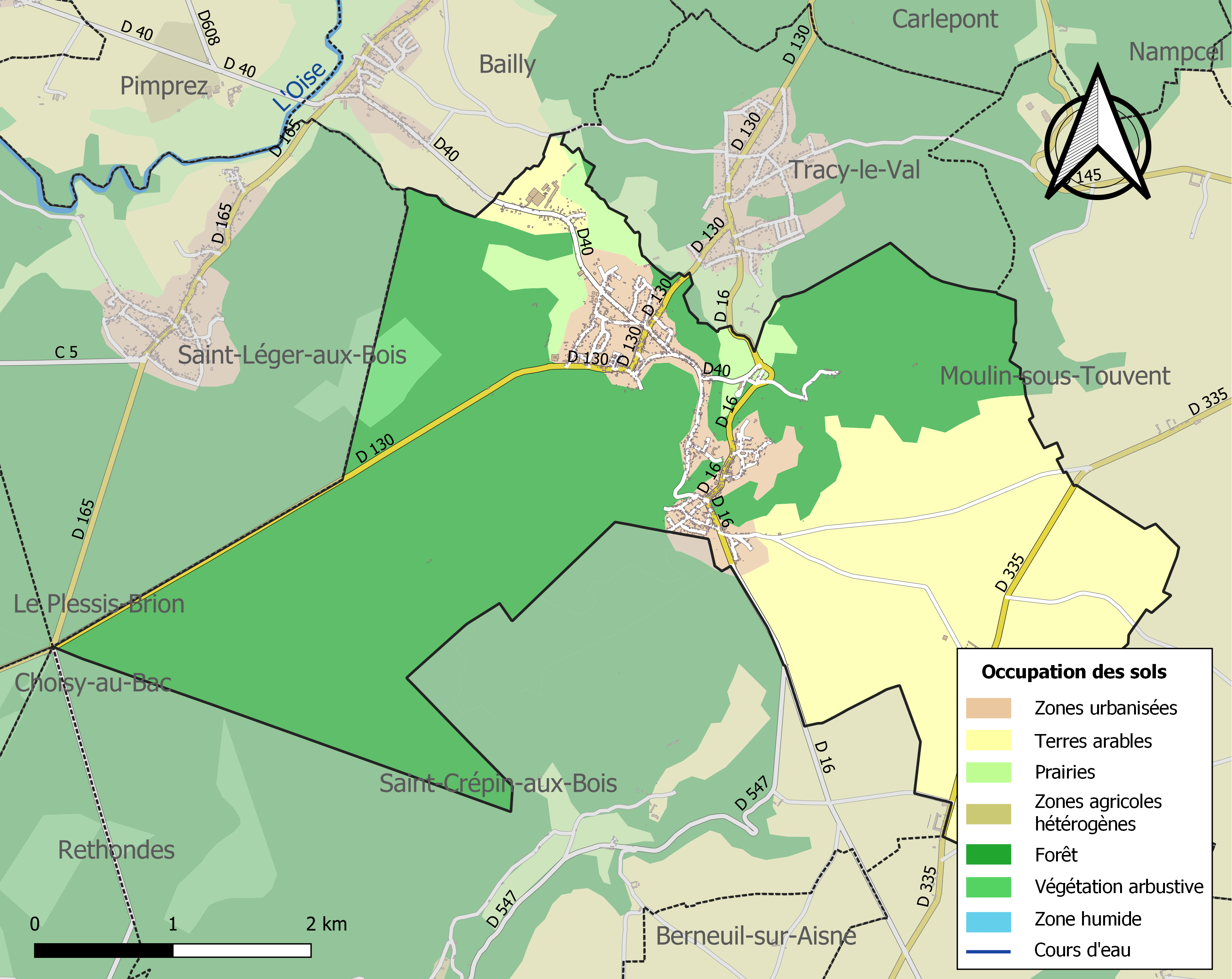
Carte des infrastructures et de l'occupation des sols de la commune en 2018 (CLC).

L'occupation des sols de la commune, telle qu'elle ressort de la base de données européenne d'occupation biophysique des sols Corine Land Cover (CLC), est marquée par l'importance des forêts et milieux semi-naturels (55,9 % en 2018), une proportion sensiblement équivalente à celle de 1990 (56 %). La répartition détaillée en 2018 est la suivante : 
forêts (54,6 %), terres arables (34,4 %), zones urbanisées (6,3 %), prairies (3,4 %), milieux à végétation arbustive et/ou herbacée (1,3 %). L'évolution de l'occupation des sols de la commune et de ses infrastructures peut être observée sur les différentes représentations cartographiques du territoire : la carte de Cassini (XVIIIe siècle), la carte d'état-major (1820-1866) et les cartes ou photos aériennes de l'IGN pour la période actuelle (1950 à aujourd'hui).

### Habitat et logement
En 2020, le nombre total de logements dans la commune était de 793, alors qu'il était de 771 en 2015 et de 728 en 2010.
Parmi ces logements, 88,5 % étaient des résidences principales, 2,8 % des résidences secondaires et 8,7 % des logements vacants. Ces logements étaient pour 95,6 % d'entre eux des maisons individuelles et pour 4,4 % des appartements.
Le tableau ci-dessous présente la typologie des logements à Tracy-le-Mont en 2020 en comparaison avec celle de l'Oise et de la France entière. Une caractéristique marquante du parc de logements est ainsi une proportion de résidences secondaires et logements occasionnels (2,8 %) supérieure à celle du département (2,4 %) mais inférieure  à celle de la France entière (9,7 %). Concernant le statut d'occupation de ces logements, 86 % des habitants de la commune sont propriétaires de leur logement (85,6 % en 2015), contre 61,4 % pour l'Oise et 57,5 pour la France entière.
| Typologie                                               | Tracy-le-Mont | Oise | France entière |
| ------------------------------------------------------- | ------------- | ---- | -------------- |
| Résidences principales (en %)                           | 88,5          | 90,5 | 82,1           |
| Résidences secondaires et logements occasionnels (en %) | 2,8           | 2,4  | 9,7            |
| Logements vacants (en %)                                | 8,7           | 7,1  | 8,2            |

### Voies de communication et transports
La commune est desservie, en 2023, par les lignes 665, 6302, 6321, 6332 et 6334 du réseau interurbain de l'Oise.

## Toponymie
Le nom de la localité est attesté sous les formes Trachi (1133) ; Trachiacum (1166) ; Trapiacus (1171) ; Radulphi Traci (1171) ; Traci (XIIe) ; juxta Traciacum (1216) ; « et villam de Trachi in Esga silva » (1217) ; Fabro de Traceyo (1235) ; Traciacum superius (1247) ; Trochi (1253) ; in monte de Trachi (1304) ; trassy prope compendium (1308) ; Asout de Trachi (1317) ; Trachi in monte (1362) ; Tracy le haut (1527) ; Tracy le comte (1595) ; Trapiacus in monte (1644) ; Tracy-le-Mont (1840).
Bimont est un hameau de Tracy, attesté sous la forme Bimont en 1840. Bimont, de l'adjectif « beau, bel », bas latin bellus, « beau », et du latin mons qui signifie montagne. Le qualificatif beau se rapporte le plus souvent à une construction (château, église) plutôt qu´à une montagne. Ce toponyme est apparu au début du deuxième millénaire et a souvent désigné des sites occupés par des châteaux.

## Histoire

### Moyen Âge
La terre de Tracy était une dépendance de la seigneurie de Tracy-le-Val, et qui relevait de la commanderie d'Éterpigny, près de Péronne. L'autel avait été donné aux Hospitaliers, par Simon, évêque  de Noyon.
L'abbaye Notre-Dame d'Ourscamp possédait des biens à Tracy, l'église de Saint-Médard de Soissons en avait aussi ; en 1304 le moulin dit de Hubelet, près de Tracy, appartenait aux moines d'Ourscamp.

### Temps modernes
On fabriquait autrefois à Tracy des toiles de chanvre, de lin et de coton.

### Époque contemporaine
Vers 1825, Augustin-Louis-Victor des Acres de L'Aigle  crée une école libre de filles à Tracy-le-Mont dans une propriété lui appartenant[réf. nécessaire].

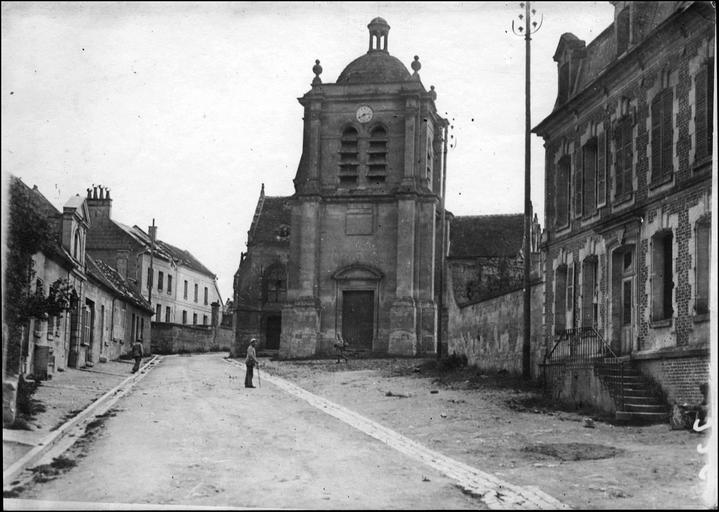
Tracy-le-Mont avant 1914 (Oise).

À la fin du XIXe siècle, la fabrication des brosses était la principale industrie des habitants de Tracy. Trois fabricants occupaient six cents ouvriers. À cette époque, on pouvait voir dans une ferme les restes d'une construction gothique du XVe siècle, que l'on estimait être une ancienne propriété des
chevaliers de Saint-Jean-de-Jérusalem. L'usine de brosserie Commelin Brénier citée en 1892 et spécialisée dans la préparation de soies de brosserie et fabrication d'articles en celluloïd est détruite par un incendie et reconstruite en 1914, avant le déclenchement de la guerre.

#### Première Guerre mondiale
La commune est marquée  par les combats de la Première Guerre mondiale.
Il existe un circuit de visite historique passant par le vieux village, la Pansée (au hameau de Bernanval), la nécropole nationale, la Butte des Zouaves et la carrière de la Maison du Garde.

##### Bernanval
Au hameau de Bernanval, on trouve une maison reconvertie durant le conflit en poste de secours ; elle porte sur sa façade un quatrain intitulé « A la Pansée ».

##### Quennevières
En forêt d'Offémont, les monuments de la ferme Bimont honorent les régiments qui se sont distingués à la bataille de Quennevières du 6 au 16 juin 1915 (sur la commune de Moulin-sous-Touvent).
La butte des Zouaves est située à 1,5 km, à vol d'oiseau, au nord de la ferme de Quennevières, en empruntant un chemin praticable au carrefour des départementales 85 et 335. Cette butte rend hommage à des soldats enterrés vivants au cours d'un bombardement.
Elle se compose d'un tertre, sous lequel reposent les zouaves, ces soldats venant des colonies et qui ont participé activement aux combats de la ferme de Quennevières, surmonté d'une croix. Certes moins imposant, ce monument s'apparente à la tranchée des baïonnettes près de Verdun, qui rend hommage à tous ces hommes qui ont péri ensevelis dans leur tranchée par suite des bombardements ou des explosions de mines comme celle qui a vu disparaître deux compagnies françaises à la cote 108, près de Berry-au-Bac, le 31 mai 1917.

##### Carrière de la Maison du Garde
La carrière de la Maison du Garde, aménagée par l'armée française pour le cantonnement de ses troupes, porte les emblèmes sculptés de la Musique du 2e Zouaves et du 1er régiment de Génie. Ce dernier participa aux essais d'empoisonnement des lignes ennemies par gaz de combat.

#### La Reconstruction et l'Après-Guerre
À la fin de la guerre, le village a subi d'importantes dégradations et a  été décoré de la Croix de guerre 1914-1918, le 12 août 1920.
L'usine de brosserie  est  reconstruite après la Première Guerre mondiale par les établissements Reygaert de Saint-Quentin, et convertis dans la fabrication de meubles (chaises et tables). L'usine est agrandie au milieu du XXe siècle (partie centrale, sheds en brique au sud-est) soit par Reygaert, soit par Perrier, qui y installe vers 1962 une usine de construction mécanique. Le site est repris en 1972 par la société Poclain Hydraulics qui devient Case Poclain à partir de 1987. En 1989, elle emploie 233 salariés. Les ateliers de fabrications en shed de la brosserie Commelin Brénier sont, eux, reconstruits en 1923, et l'entreprise poursuit son activité jusqu'en 1953, date à laquelle elle est convertie en usine de meubles Frédéric Duterne et de fabrication de postes radio et téléviseurs. En 1962, ces locaux occupaient plus de 20 salariés pour chacune des deux entreprises, puis, en 1983, 20 salariés pour Duterne et 30 salariés pour Impérator.

## Politique et administration

### Rattachements administratifs et électoraux
La commune se trouve  dans l'arrondissement de Compiègne du département de l'Oise. Pour l'élection des députés, elle fait partie depuis 1988 de la cinquième circonscription de l'Oise.
Elle faisait partie depuis 1793 du canton d'Attichy. Dans le cadre du redécoupage cantonal de 2014 en France, la commune a intégré le canton de Compiègne-1.

### Intercommunalité
La commune est membre de la communauté de communes des lisières de l'Oise, créée en 2000 sous le nom de communauté de communes du canton d'Attichy, et qui a pris son nom actuel en 2015.
Cette intercommunalité résulte de la transformation du district du canton d'Attichy créée le 8 septembre 1994, qui avait succédé au SIVOM créé le 13 octobre 1964 et qui regroupait déjà les communes de l'ancien canton d'Attichy.

### Liste des maires
| Période                                  | Période                        | Identité                   | Étiquette | Qualité |
| ---------------------------------------- | ------------------------------ | -------------------------- | --------- | --- |
| Les données manquantes sont à compléter. |                                |                            |           | |
| avant 1831                               |                                | Victor des Acres           |           | comte de l'Aigle |
| 1831                                     | 1840                           | Louis Poittevin            |           | |
| 1840                                     | 1848                           | Henri des Acres de L'Aigle |           | Marquis de l'Aigle, officier Député de l'Oise (1839 → 1842, 1846 → 1848 et 1871 → 1875)                                                                     |
| 1848                                     | 1870                           | Jean Louis Foucry          |           | |
| 1870                                     | 1882                           | Jean Antoine Ferte         |           | |
| 1882                                     | 1892                           | Casimir Poittevin          |           | |
| 1892                                     | 1912                           | Charles Loonen             |           | |
| 1912                                     | 1919                           | Albert Commelin            |           | |
| 1919                                     | 1925                           | Léonard Commelin           |           | |
| 1925                                     | 1935                           | Pierre Denis               |           | |
| 1935                                     | 1945                           | Marcel Picard              |           | |
| 1945                                     | 1971                           | René Carre                 |           | |
| 1971                                     | 1977                           | André Dhuicq               |           | |
| 1977                                     | 1989                           | Yvette Veyssier            |           | |
| 1989                                     | 2002                           | Maurice Massieux           | PCF       | |
| 2002                                     | 2008                           | Stanislas Lelandais        |           | |
| 2008                                     | novembre 2016                  | Jacques-André Boquet       | ÉCO       | Vice-président de la CC lisières de l'Oise (2014 → 2016) Démissionnaire                                                                                     |
| novembre 2016                            | octobre 2023                   | Sylvie Valente-Le Hir      | DVD       | Vice-présidente, puis Présidente de la CC lisières de l'Oise (2016 → 2023) Sénatrice de l'Oise (2023 → ) Démissionnaire après son élection comme sénatrice. |
| octobre 2023                             | En cours (au 30 novembre 2023) | Jean-Louis Gourdon         |           | Retraité |

## Équipements et services publics

### Enseignement
Tracy-le-Mont et la commune de Tracy-le-Val forment un RPI (regroupement pédagogique intercommunal). Il est composé de quatre écoles : l'École maternelle du Val-Mont et l'École Jean Couvert à Tracy-le-Mont et l'École des Rosettes et l'École du Moulin à Tracy-le-Val.
Un accueil périscolaire et de loisirs est mis en place depuis 2006 par l'association TRASSO.

### Santé
On trouve à Tracy-le-Mont :
- un cabinet de médecin généraliste
- un cabinet infirmier
- un cabinet de massage/kinésithérapie
- une pharmacie, la Pharmacie de Nervaise

### Équipements culturels

#### Le Centre Socio-Culturel Victor de l'Aigle
Tracy-le-Mont est doté d'un centre socio-culturel, le Centre Socio-Culturel Victor de l'Aigle. On y trouve une bibliothèque, la Tr@cythèque, ainsi que des salles polyvalentes, accueillant particuliers et associations. Des séances de cinéma y sont parfois organisées par l'A.C.S.T. en partenariat avec le ciné rural.

#### La Cité des Brossiers
Sur le site industriel des anciennes usines de brosserie Commelin-Brenier, appelé la Cité des Brossiers, se trouvent l'Atelier-musée des brosseries de l'Oise, avec un séchoir rénové en 2020, et l'Horloge d'Ollencourt, salle de spectacles.

### Justice, sécurité, secours et défense
Tracy-le-Mont compte un agent de surveillance de la voie publique et une caserne de pompiers, le Centre de Première Intervention de Tracy-le-Mont.

## Population et société

### Démographie

#### Évolution démographique
L'évolution du nombre d'habitants est connue à travers les recensements de la population effectués dans la commune depuis 1793. Pour les communes de moins de 10 000 habitants, une enquête de recensement portant sur toute la population est réalisée tous les cinq ans, les populations de référence des années intermédiaires étant quant à elles estimées par interpolation ou extrapolation. Pour la commune, le premier recensement exhaustif entrant dans le cadre du nouveau dispositif a été réalisé en 2005.

En 2022, la commune comptait 1 701 habitants, en évolution de −2,07 % par rapport à 2016 (Oise : +0,87 %, France hors Mayotte : +2,11 %).
| 1793  | 1800  | 1806  | 1821  | 1831  | 1836  | 1841  | 1846  | 1851  |
| ----- | ----- | ----- | ----- | ----- | ----- | ----- | ----- | ----- |
| 1 377 | 1 451 | 1 447 | 1 330 | 1 427 | 1 420 | 1 427 | 1 430 | 1 460 |

| 1856  | 1861  | 1866  | 1872  | 1876  | 1881  | 1886  | 1891  | 1896  |
| ----- | ----- | ----- | ----- | ----- | ----- | ----- | ----- | ----- |
| 1 527 | 1 520 | 1 481 | 1 411 | 1 372 | 1 471 | 1 634 | 1 751 | 1 782 |

| 1901  | 1906  | 1911  | 1921  | 1926  | 1931  | 1936  | 1946  | 1954  |
| ----- | ----- | ----- | ----- | ----- | ----- | ----- | ----- | ----- |
| 1 924 | 1 882 | 1 929 | 1 012 | 1 329 | 1 230 | 1 076 | 1 122 | 1 239 |

| 1962  | 1968  | 1975  | 1982  | 1990  | 1999  | 2005  | 2006  | 2010  |
| ----- | ----- | ----- | ----- | ----- | ----- | ----- | ----- | ----- |
| 1 341 | 1 454 | 1 491 | 1 544 | 1 636 | 1 698 | 1 726 | 1 710 | 1 716 |

| 2015  | 2020  | 2022  | - | - | - | - | - | - |
| ----- | ----- | ----- | - | - | - | - | - | - |
| 1 739 | 1 720 | 1 701 | - | - | - | - | - | - |

#### Pyramide des âges
La population de la commune est relativement jeune.
En 2018, le taux de personnes d'un âge inférieur à 30 ans s'élève à 31,4 %, soit en dessous de la moyenne départementale (37,3 %). À l'inverse, le taux de personnes d'âge supérieur à 60 ans est de 26,4 % la même année, alors qu'il est de 22,8 % au niveau départemental.
En 2018, la commune comptait 882 hommes pour 848 femmes, soit un taux de 50,98 % d'hommes, largement supérieur au taux départemental (48,89 %).
Les pyramides des âges de la commune et du département s'établissent comme suit.
| Hommes | Classe d’âge | Femmes |
| ------ | ------------ | ------ |
| 0,5    | 90 ou +      | 1,6    |
| 7,2    | 75-89 ans    | 8,6    |
| 18,2   | 60-74 ans    | 16,7   |
| 26,1   | 45-59 ans    | 24,6   |
| 17,3   | 30-44 ans    | 16,3   |
| 13,9   | 15-29 ans    | 13,5   |
| 16,8   | 0-14 ans     | 18,6   |

| Hommes | Classe d’âge | Femmes |
| ------ | ------------ | ------ |
| 0,5    | 90 ou +      | 1,4    |
| 5,5    | 75-89 ans    | 7,6    |
| 15,6   | 60-74 ans    | 16,3   |
| 20,8   | 45-59 ans    | 20     |
| 19,4   | 30-44 ans    | 19,4   |
| 17,6   | 15-29 ans    | 16,2   |
| 20,6   | 0-14 ans     | 19,1   |

## Culture locale et patrimoine

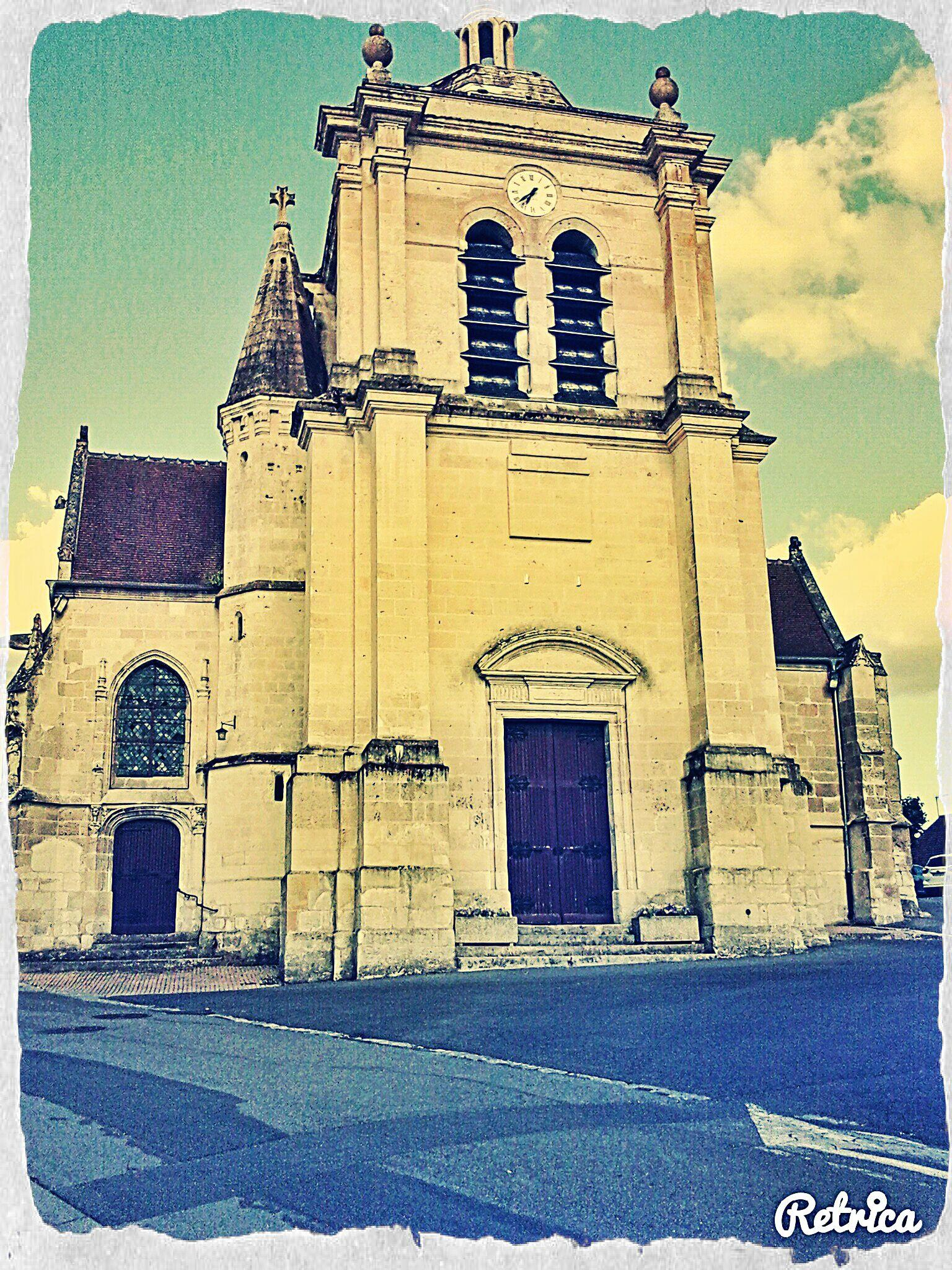
Église Saint-Brice, XVIe siècle, à Tracy-Le-Mont (Oise-France)

### Lieux et monuments
- L'église Saint-Brice, un édifice de plan très allongé résultant, pour l'essentiel, d'une reconstruction effectuée au XVIe siècle restauré après les destructions de la Première Guerre mondiale. L'ouest de l'édifice et le bas-côté sud sont de style gothique flamboyant. Les quatre premières travées du bas-côté nord ainsi que le clocher sont de style renaissance tardif.
Elle contient des éléments de mobilier liturgique du XIIIe  au  XVIIIe siècle[51].

- Le site industriel des anciennes usines de brosserie Commelin-Brenier situées 28 rue de Bailly[34] et 2 rue de Nervaise[29], aujourd'hui Cité des Brossiers.
- Les jardins d'agrément du château d'Ollencourt (ou château Nervaise) et de la maison de santé d'Ollencourt (ou Pôle cardiologique Léopold Bellan de l'Oise).

### Personnalités liées à la commune
- Victor de l'Aigle (1766 - 1867) : décédé à Tracy-le-Val le 27 août 1867, à 101 ans, ce personnage éminent de l'Oise, vers 1825, crée une école libre de filles à Tracy-le-Mont dans une propriété lui appartenant. Par acte du 26 septembre 1870, il fait donation de cette propriété à la commune sous condition : « d'employer l'immeuble donné à l'usage d'école communale de filles, la volonté formelle du donateur étant qu'on ne puisse lui donner une autre destination ». 
En 1981, cette maison sise au 16 rue des Cornouillers a cessé d'être utilisée comme école. En 1989, à la demande de la municipalité, les descendants de la famille ont autorisé la commune à vendre cette propriété pour financer la construction de la nouvelle salle municipale et ont émis le vœu qu'y soit donné le nom de leur ancêtre. Le Centre socio-culturel Victor-de-l'Aigle a été inauguré le samedi 8 octobre 1994 en présence des descendants. Par ailleurs, la ville de Compiègne porte une rue au nom des Acres.
- Raoul Frary (1842-1892) : journaliste et essayiste est né à Tracy-le-Mont.
- Charles Loonen, industriel et voyageur français, y est mort.
- Édith Arnoult-Brill (1949-2020), professeure de sciences sociales, membre et vice-présidente du Conseil économique, social et environnemental, y est née.

### Tracy-le-Mont dans les arts et la culture
La commune est citée dans le poème de René Guy Cadou, La Saison de Sainte-Reine.

### Héraldique
| Blason de Tracy-le-Mont | Blason  | Écartelé : aux 1) et 4) d'or à trois pals alésés de sinople, de tailles croissantes de dextre à senestre dans le 1er et décroissantes dans le 4e, aux 2e et 3e d'or au cœur de sinople. |
| Blason de Tracy-le-Mont | Détails | Le statut officiel du blason reste à déterminer. |